# José Luis Mandros
José Luis Mandros Martínez (né le 12 novembre 1998) est un athlète péruvien, spécialiste du saut en longueur.

## Biographie
En juin 2017, il remporte à Leonora les championnats d'Amérique du Sud juniors avec un saut à 7,91 m. En 2018, il devient champion ibéro-américain.
En 2022, il égale le record du Pérou, 8,10 m et se qualifie pour les Championnats du monde, où il échoue en qualifications.